# Материальное право
Материальное пра́во — совокупность норм системы права, непосредственно регулирующих общественные отношения и совокупность отраслей права, в которых основной упор делается на установление прав и обязанностей субъектов.
Термин материальное право используется в юриспруденции в качестве понятия, обозначающего такие правовые нормы, с помощью которых государство осуществляет воздействие на общественные отношения путём прямого, непосредственного правового регулирования.
Нормы материального права закрепляют формы собственности, юридическое положение имущества и лиц, устанавливают правовой статус, основания и пределы юридической ответственности и так далее.
Материальное право неразрывно связано с процессуальным правом. Их можно рассматривать как юридические категории, выражающие единство двух сторон правового регулирования: непосредственной юридической регламентации общественных отношений и процессуальных форм судебной защиты этих отношений.

## Отрасли материального права
К отраслям материального права относятся:
- конституционное право
- административное право
- финансовое право
- предпринимательское право
- гражданское право
- жилищное право
- семейное право
- природно-ресурсное право
- экологическое право
- трудовое право
- право социального обеспечения
- уголовное право